# Janez Burger
Janez "Miki" Burger, slovenski filmski, televizijski, operni, gledališki režiser in scenarist * 1965, Kranj
Leta 1999 je izšel njegov celovečerni režiserski prvenec V leru, ki je bil uspešnica s 55.988 gledalci.
Režiral je tudi celovečerec Circus Fantasticus (2011), ki je stal skoraj 2 milijona in pol Evrov in je z Naberšnikovim filmom Šanghaj (2012) na vrhu lestvice najdražjih slovenskih filmov.
Je član Društva slovenskih režiserjev (DSR) in Društva slovenskega Animiranega filma (DSAF).
Živi in dela v Ljubljani.

## Mladost in študij
Odraščal je v Železnikih, obiskoval je Gimnazijo Škofja Loka.
Začel je s študijem na Ekonomski fakulteti v Ljubljani, vendar se je prepisal na Fakulteto za televizijo in film Akademije scenskih umetnosti v Pragi (FAMU), kjer je leta 1996 diplomiral iz filmske in TV režije.
Na možnost študija na AGRFT ni pomislil, vedno si je želel iti na Češko.

## Kariera
Leta 1997 se je vrnil v Slovenijo in ustanovil eksperimentalno gledališče Burgerteater.
Z Janom Cvitkovičem je leta 2003 ustanovil produkcijski zavod Staragara.
Za koprodukcijski film Circus Fantasticus, ki ga je režiral, je poleg denarja SFC pridobil sredstva MEDIA, Eurimages, Irskega filmskega sveta in Finske filmske fundacije.
Ta film je bil leta 2011 izbran za slovenskega kandidata za nominacijo za tujejezičnega oskarja, vendar je bila prijava poslana prepozno.

## Zasebno
Ima dva sinova, enega s prejšnjo ženo, igralko Natašo Burger, drugega z zdajšnjo, poljsko plesalko in koreografinjo Magdaleno Reiter.

## Filmografija

### Dokumentarni filmi

#### Režija

##### Celovečerni
- Priletni parazit ali kdo je Marko Brecelj (2013)

##### Srednjemetražni
- Tribuna - veseli upor (2018)
- Pogovori o Vitomilu Zupanu (2014)

##### Kratki
- Prvih 10 - Remake (2016)

#### Zasedba
- Kaj ti je film (2013)

### Celovečerni igrani filmi

#### Režija in scenarij
- Ivan (2017)
- Circus Fantasticus (2010)
- Ruševine (2004)
- V leru (1999)

#### Produkcija
- Odgrobadogroba (2005)

### Kratki filmi

#### Režija in scenarij
- Krpan (2017) - animirani
- Sprava (2014)
- Na sončni strani alp (2007)
- Matura 2000, (2000) - dokumentarni
- Vrata (1989)

#### Mentorstvo
- The Station Job (2018) - dokumentarni

- Mulci: Abortus (2014), igrano-animirani (za režijo)

- Poroka (2014)

- Porodično okupljanje (2013)

### Televizijski filmi

#### Režija in scenarij
- Avtošola (2014)
- Sonja (2007)
- Sladka hišica (1998)

### Televizijske serije

#### Režija in scenarij
- Novakovi (2000) - 6 epizod

### Gledališče

#### Režija
- Komedija o koncu sveta, (Evald Flisar), Prešernovo gledališče Kranj, 2015

- Martin Krpan (Fran Levstik), SNG Drama Ljubljana, 2013
- Gospa Margareta, Burgerteater, 2000
- Piki in Roni, Burgerteater, 1999

### Opera

#### Režija
- Črne maske (Marij Kogoj), SNG Opera in balet Ljubljana, 2012

### Plesne predstave Magdalene Reiter

#### Dramaturgija
- Modus vivendi (2010)
- Insomnia (2009)[14]
- 36,5°C (2008)
- Solo (2005) - oblikoval tudi video in sodeloval pri scenografiji[15]

#### Zvočna podoba
- Moment (2004)

#### Video
- Oblike razdalje (2016)[16]

### Študentski filmi in televizijske vaje (FAMU)
- Macek (1994) - diplomski film
- Samota (1993)
- Spoved (1993) - dokumentarni
- Televizijska mikroscena (1992)
- Vojni film (1992)
- O ljudeh, vlakih in umazaniji (1991) - dokumentarni
- Deltaplan (1991) - dokumentarni

Viri

## Nagrade

### Ivan
- vesna za scenarij, 20. festival slovenskega filma, Avditorij Portorož (2017)
- Štigličev pogled za režijo, DSR (2018)

### Circus Fantasticus
- vesna za režijo, 11. festival slovenskega filma, Avditorij Portorož (2008)

### Na sončni strani alp
- vesna za kratki film, 10. festival slovenskega filma, Avditorij Portorož (2007)

### Odgrobadogroba
- vesna za celovečerni film, 8. festival slovenskega filma, Avditorij Portorož (2005)

### Ruševine
- vesna za režijo, 7. festival slovenskega filma, Cankarjev dom Ljubljana (2004)

Vir